# Шекпээр (Барун-Хемчикский кожуун)
Шекпээр (тув. Шекпээр), Биче-Тей — село в Барун-Хемчикском кожууне Республики Тыва. Административный центр и единственный населённый пункт Шекпээрского сумона.

## География
Село расположено у впадения р. Большие Аянгаты в р. Хемчик. Находится в 4,9 км к востоку от села Кызыл-Мажалык, в 7 км от города Ак-Довурак и в 261 км к западу от Кызыла.
Улицы села Шекпээр: ул. Культура, ул. Ленина, → ул. Монгуш Марат-оол, ул. Монгуш Чот, → ул. Монгуш Шет, ул. Октябрьская, ул. Хову.
К селу административно принадлежат местечки (чабанские стоянки) Ак-Даш, Алдыы-Хову-Аксы, Баян-Кол, Беленгииш, Биче-Тей, Бригад Хову, Буттуг-Одек, Дугулга, Кара-Дон, Кара-Мажалык, Кара-Шанчы, Каткылыг, Кожээлиг-Даг, Коп-Кежиг, Кош-Даг, Куйлуг-Одек, Кызыл-Тей, Кызыл-Хадын, Майгын-Даг, Ортаа-Хову-Аксы, Серлиг-Даш, Суг-Кажаа, Суглуг-Ой, Узун-Тей, Улуг Бош-Даг, Улуг-Узук, Уттуг-Хая, Хову-Аксы, Хыраалыг, Чер-Чарык, Ыйгылак, Элезинниг-Хову.

## Экономика
Действуют четырнадцать фермерских хозяйств, расположенных в окрестностях села и насчитывающих более 12 тысяч голов скота.

## Население
| 2018 |
| ---- |
| 1231 |

В составе населения на 01.01.2023: из общего числа жителей 1182 человека экономически активное население 778 человек, дети и подростки 340, старше трудоспособного возраста 101 человек. Численность работающих 292 человека, безработных 295 человек. Из работающих заняты в бюджетной сфере 146 человек, в частном секторе 109, в том числе 74 человека — чабаны, 40 из них зарегистрированы в «местечках» (чабанских стоянках) в окрестностях села

## Инфраструктура
Администрация, средняя общеобразовательная школа, 112 жилых домов, детские сады «Сайзанак», отделение связи, сельский дом культуры им. Ооржак Базыр-оола, пекарня, 3 магазина, сельская библиотека, буддийская ступа, поликлиника, РТПЦ Шекпээр.

## Транспорт
Автодорога республиканского значения 93К-109 (Чадан — Ак-Довурак — Абакан).